# Homalium dentatum
Homalium dentatum är en videväxtart som först beskrevs av William Henry Harvey, och fick sitt nu gällande namn av Otto Warburg. Homalium dentatum ingår i släktet Homalium och familjen videväxter. Inga underarter finns listade i Catalogue of Life.